# Feissons-sur-Isère
Feissons-sur-Isère è un comune francese di 587 abitanti situato nel dipartimento della Savoia della regione dell'Alvernia-Rodano-Alpi.

## Storia
Da Feissons-sur-Isère, epoca romana, passava la via delle Gallie, strada romana consolare fatta costruire da Augusto per collegare la Pianura Padana con la Gallia.

## Società

### Evoluzione demografica
Abitanti censiti